# 太田プロエンタテイメント学院
太田プロエンタテイメント学院（おおたプロエンタテイメントがくいん）は、太田プロダクションが創業したお笑い芸人の養成所。2009年開設。

## 概説
1990年代にお笑い芸人の養成を目的として事業化された「太田プロセミナー」を改組・発展させ2009年にスタートした。前身の太田プロセミナー出身者にはインスタントジョンソン・サブロクそうすけ・安藤なつ（メイプル超合金）・山内崇（元360°モンキーズ）（2期生）、きくりん（10期生）、少林寺健康クラブ・サワー沢口・Yes-man（14期生）がいる。2012年に名古屋で開校したほか、2015年には福岡、2016年には札幌で事業を開始することになった。2019年より「太田プロエンターテインメントカレッジ」に改称。略称はOEC。
各校とも「太田プロセミナー」の流れを汲んで、お笑い芸人の養成コースがメインとなっているが、名古屋以外ではそれぞれの地域の事情に応じた特色あるコースが設けられていて、東京では改組に際し放送作家を養成するコースが開設された。また福岡ではタレントを目指す女性のための限定コースが新たに設けられた。2015年の10月から東京校が年2期制になり、女性総合バラエティコースが新設される。
授業は週1日2時間程度と他の養成所に比べて少なく、授業料は年間34万円。また各校まで通えない遠方在住者のためには通信講座が用意されている。

## 出身者
（）

### 東京校
| 期 | 年      | 出身者 |
| -- | ------- | --- |
| 1  | 2009.4  | ぐりんぴーす、ポメラン、蓮見こてつ（元ギャルズ）、ねろめ、藤本、小嶋宏太郎、青木悠真、岡本麻里 |
| 2  | 2010.4  | 磯野大輔（FREE MONKEY）、バネッサ、植田しんご、滝多津子、宗像祐太朗（元FREE MONKEY）、志野譲二（元FREE MONKEY）                                                                                       |
| 3  | 2011.4  | 坪下健也、ヴァン、下村尚輝（ムラビト）、ナポ、ガチャ山口 |
| 4  | 2012.4  | マジメニマフィン、中村カヅマ、大谷貴文（ワールドヲーター）、モコちゃん（ドキ彦とモコ）、ロックス、パルマ（オカスイ）、せっちぃ（元ワンピストンズ）、穴井雄大（元ガッチキール）                        |
| 5  | 2013.4  | 宮下草薙、鬼サンダー、グリーンバンバン、辻昭太、寺田ランデヴー（インザパーク） |
| 6  | 2014.4  | 青色1号、松原ゆい（ロングアイランド）、冨山麗璃（元ジョウダンアオナナテンパイ）、勝呂祐介（元ジョウダンアオナナテンパイ）、エブリデイ竹内（ぷぅ）、シェイク・ヒロシ、将軍、エイリアン、初代ウメちゃん |
| 7  | 2015.4  | サルベース、はっしーはっぴー（コンピューター宇宙）、鈴木メトロ（パンタグラフ）、坂井きのこ、大鶴肥満（ママタルト）、井福一本道（ミスター大冒険。）、伝説の一人っ子リク                                |
| 8  | 2015.10 | ストレッチーズ、さすらいラビー、しらすのこうげき!、小山建 |
| 9  | 2016.4  | ライオンロック、それもまた一興、ムカイワンダーランド、ペニーレイン、坂井宣大（爆走マシン）、義江和也、カシ                                                                                            |
| 10 | 2016.10 | 信太優人（元ノブナガ）、大家さん（コスモハイツ205） |
| 11 | 2017.4  | まりんか、トミサット（センチネル）、車太郎（爆走マシン）、天狗花火 |
| 12 | 2017.10 | 小山建 |
| 13 | 2018.4  | シイナ、ハマノとヘンミ、周遊 |
| 14 | 2018.10 | 小川のブンちゃん |
| 15 | 2019.4  | サディスファクション渋谷 |
| 16 | 2019.10 | |
| 17 | 2020.4  | 群青団地 |
| 18 | 2020.10 | 高橋正樹（リドルフィン） |
| 19 | 2021.4  | 梵天、リンゴゴリラ、えりんぎ探偵 |
| 20 | 2021.10 | ゴンズイ |
| 21 | 2022.4  | サイヤング、天明ブラウン、ズートロ、チュゴン、奥手事態 |
| 22 | 2022.10 | ここななみかん |
| 23 | 2023.4  | |
| 24 | 2023.10 | |

### 名古屋校
| 期 | 年     | 出身者                                                 |
| -- | ------ | ------------------------------------------------------ |
| 1  | 2012.4 | バルバロイ、カリブリボン、大西健介                     |
| 2  | 2013.4 | カイジルポテト、スカベンジャー、わさび、チェンジアップ |
| 3  | 2014.4 | なかし、黄昏魔人、NO NAME、栗林弘典（元スペードの3）   |
| 4  | 2015.4 | ファンタジーモーニング、小川のブンちゃん、タケルコトー |
| 5  | 2016.4 | アホロートル、甲斐貴統                                 |
| 6  | 2017.4 |                                                        |
| 7  | 2018.4 |                                                        |
| 8  | 2019.4 |                                                        |
| 9  | 2020.4 |                                                        |
| 10 | 2021.4 |                                                        |
| 11 | 2022.4 | MAB                                                    |

### 福岡校
| 期 | 年     | 出身者 |
| -- | ------ | --- |
| 1  | 2015.4 | 壇世理奈、パピプリオ、クウィーんず。、ひかえめトランス、キャラメルポップコーン、あいあい傘                 |
| 2  | 2016.4 | Aトラックス                                                                                                |
| 3  | 2017.4 | マインスマイル、ジングルジャム、てつやくらいむ、川坊主、堀田章市、中野皓一朗、白石侃、西村哲耶（ムラビト） |
| 4  | 2018.4 | アホオドリ                                                                                                 |
| 5  | 2019.4 | えんとらんす                                                                                               |

### 札幌校
| 期 | 年     | 出身者                                                 |
| -- | ------ | ------------------------------------------------------ |
| 1  | 2016.6 | 36号線、ちゃぼ、まごのて、イルカキング                 |
| 2  | 2018.4 | 椿坂康之助（TwoT)、櫻田ゆーと。                        |
| 3  | 2020.4 | 武田圭介（TwoT)、汗ながしカットマン                    |
| 4  | 2021.4 | トロフィーマングー、蛹田融、川満姫野                   |
| 5  | 2023.4 | ヤマト・ザ・サード、ロードヒーティング、ラッキーポテト |